# Veikkausliiga 2013
Die Veikkausliiga 2013 war die 24. Spielzeit der höchsten finnischen Spielklasse im Fußball der Männer unter diesem Namen sowie die 83. Saison seit deren Einführung im Jahre 1930. Die Saison begann am 13. April mit dem Spiel Turku PS gegen FC Honka Espoo und endete am 26. Oktober 2013 mit dem 33. und letzten Spieltag.
Meister wurde Titelverteidiger und Rekordmeister HJK Helsinki. Neu in die Veikkausliiga aufgestiegen war Rovaniemi PS.

## Modus
Die Meisterschaft wurde in einer Dreifachrunde ausgespielt. Jede Mannschaft bestritt somit 33 Saisonspiele. Der Tabellenletzte stieg ab.

## Teilnehmende Mannschaften
| Verein                | Stadt     | Stadion                      | Kapazität |
| --------------------- | --------- | ---------------------------- | --------- |
| FC Honka Espoo        | Espoo     | Tapiolan urheilupuisto       | 04.100    |
| FC Lahti              | Lahti     | Stadion Lahti                | 14.465    |
| FF Jaro               | Jakobstad | Jakobstads Centralplan       | 04.600    |
| HJK Helsinki          | Helsinki  | Sonera Stadium               | 10.770    |
| IFK Mariehamn         | Mariehamn | Wiklöf Holding Arena         | 05.637    |
| Inter Turku           | Turku     | Veritas-Stadion              | 09.372    |
| JJK Jyväskylä         | Jyväskylä | Harjun stadion               | 03.000    |
| Kuopion PS            | Kuopio    | Magnum Areena                | 04.700    |
| Myllykosken Pallo -47 | Kouvola   | Saviniemen jalkapallostadion | 04.167    |
| Rovaniemi PS          | Rovaniemi | Rovaniemen keskuskenttä      | 02.800    |
| Turku PS              | Turku     | Veritas-Stadion              | 09.372    |
| Vaasan PS             | Vaasa     | Hietalahti Stadion           | 04.600    |

## Abschlusstabelle
| Pl. | Verein                  | Sp. | S  | U  | N  | Tore    | Diff. | Punkte |
| --- | ----------------------- | --- | -- | -- | -- | ------- | ----- | ------ |
| 1.  | HJK Helsinki (M)        | 33  | 22 | 7  | 4  | 078:250 | +53   | 73     |
| 2.  | FC Honka Espoo (P)      | 33  | 18 | 7  | 8  | 051:370 | +14   | 61     |
| 3.  | Vaasan PS               | 33  | 14 | 9  | 10 | 041:390 | +2    | 51     |
| 4.  | IFK Mariehamn           | 33  | 14 | 7  | 12 | 057:620 | −5    | 49     |
| 5.  | FC Lahti                | 33  | 15 | 3  | 15 | 047:490 | −2    | 48     |
| 6.  | Myllykosken Pallo -47 1 | 33  | 14 | 5  | 14 | 042:370 | +5    | 47     |
| 7.  | Kuopion PS              | 33  | 11 | 8  | 14 | 043:420 | +1    | 41     |
| 8.  | Turku PS                | 33  | 10 | 11 | 12 | 042:460 | −4    | 41     |
| 9.  | Inter Turku             | 33  | 9  | 13 | 11 | 031:380 | −7    | 40     |
| 10. | FF Jaro                 | 33  | 9  | 10 | 14 | 041:500 | −9    | 37     |
| 11. | Rovaniemi PS (N)        | 33  | 8  | 10 | 15 | 025:360 | −11   | 34     |
| 12. | JJK Jyväskylä           | 33  | 4  | 10 | 19 | 027:640 | −37   | 22     |

Platzierungskriterien: 1. Punkte – 2. Tordifferenz – 3. geschossene Tore

| (M) | amtierender Meister     |
| (P) | amtierender Pokalsieger |
| (N) | Neuaufsteiger           |

## Kreuztabelle
| Spieltage 1–22        | HJK Helsinki | FC Honka Espoo | Vaasan PS | IFK Mariehamn | FC Lahti | Myllykosken Pallo -47 | Kuopion PS | Turku PS | Inter Turku | FF Jaro | Rovaniemi PS | JJK Jyväskylä |
| --------------------- | ------------ | -------------- | --------- | ------------- | -------- | --------------------- | ---------- | -------- | ----------- | ------- | ------------ | ------------- |
| HJK Helsinki          |              | 4:2            | 1:2       | 0:0           | 2:1      | 2:0                   | 1:2        | 0:2      | 6:0         | 0:0     | 2:0          | 2:0           |
| FC Honka Espoo        | 0:2          |                | 3:0       | 2:1           | 1:0      | 2:0                   | 1:0        | 2:1      | 0:0         | 4:2     | 2:0          | 3:2           |
| Vaasan PS             | 1:1          | 0:0            |           | 2:2           | 0:3      | 4:1                   | 1:2        | 0:0      | 1:2         | 2:1     | 3:1          | 1:0           |
| IFK Mariehamn         | 0:5          | 1:4            | 0:1       |               | 2:2      | 0:4                   | 4:2        | 2:0      | 1:2         | 1:0     | 1:0          | 2:2           |
| FC Lahti              | 0:1          | 0:1            | 0:2       | 2:1           |          | 3:0                   | 1:0        | 0:1      | 1:0         | 1:2     | 0:0          | 2:1           |
| Myllykosken Pallo -47 | 2:4          | 1:0            | 3:0       | 3:1           | 2:0      |                       | 2:0        | 2:1      | 1:0         | 1:2     | 0:1          | 0:1           |
| Kuopion PS            | 0:0          | 1:2            | 1:0       | 0:1           | 0:1      | 1:1                   |            | 4:1      | 1:1         | 3:0     | 1:0          | 2:1           |
| Turku PS              | 0:3          | 2:0            | 0:1       | 2:4           | 1:2      | 1:2                   | 0:0        |          | 2:1         | 2:2     | 2:1          | 1:0           |
| Inter Turku           | 2:2          | 0:1            | 0:0       | 0:2           | 2:0      | 0:0                   | 2:2        | 1:1      |             | 1:0     | 0:0          | 3:1           |
| FF Jaro               | 2:3          | 2:2            | 2:1       | 1:2           | 7:1      | 2:0                   | 2:1        | 1:1      | 0:0         |         | 2:1          | 3:0           |
| Rovaniemi PS          | 0:0          | 0:1            | 0:0       | 1:3           | 3:0 1    | 2:1                   | 1:0        | 1:0      | 1:0         | 0:0     |              | 4:0           |
| JJK Jyväskylä         | 1:3          | 1:0            | 0:1       | 3:2           | 0:0      | 0:3                   | 0:0        | 1:1      | 2:0         | 0:0     | 1:1          |               |

| Spieltage 23–33       | HJK Helsinki | FC Honka Espoo | Vaasan PS | IFK Mariehamn | FC Lahti | Myllykosken Pallo -47 | Kuopion PS | Turku PS | Inter Turku | FF Jaro | Rovaniemi PS | JJK Jyväskylä |
| --------------------- | ------------ | -------------- | --------- | ------------- | -------- | --------------------- | ---------- | -------- | ----------- | ------- | ------------ | ------------- |
| HJK Helsinki          |              | –              | 3:0       | 6:1           | –        | 2:1                   | 4:2        | 3:1      | –           | –       | 3:0          | –             |
| FC Honka Espoo        | 1:0          |                | –         | –             | 4:2      | –                     | 2:4        | –        | –           | –       | 0:0          | 3:3           |
| Vaasan PS             | –            | 1:1            |           | –             | 3:1      | –                     | 2:1        | –        | –           | 3:0     | 1:1          | –             |
| IFK Mariehamn         | –            | 3:2            | 4:1       |               | –        | 3:2                   | –          | –        | 1:1         | 0:0     | –            | 4:1           |
| FC Lahti              | 0:2          | –              | –         | 5:1           |          | –                     | 2:0        | 3:2      | –           | 5:2     | 2:3          | –             |
| Myllykosken Pallo -47 | –            | 0:0            | 1:1       | –             | 0:1      |                       | –          | –        | 1:1         | 1:0     | –            | 3:0           |
| Kuopion PS            | –            | –              | –         | 3:2           | –        | 0:2                   |            | 1:1      | 1:2         | –       | 2:0          | –             |
| Turku PS              | –            | 2:0            | 2:1       | 3:3           | –        | 2:1                   | –          |          | 1:1         | –       | –            | 2:2           |
| Inter Turku           | 1:1          | 1:2            | 1:2       | –             | 1:3      | –                     | –          | –        |             | 1:0     | –            | 2:0           |
| FF Jaro               | 1:5          | 1:3            | –         | –             | –        | –                     | 2:2        | 0:3      | –           |         | 2:0          | –             |
| Rovaniemi PS          | –            | –              | –         | 0:2           | –        | 0:1                   | –          | 1:1      | 1:2         | –       |              | 1:1           |
| JJK Jyväskylä         | 0:5          | –              | 1:3       | –             | 2:3      | –                     | 0:4        | –        | –           | 0:0     | –            |               |

## Torschützenliste
| Pl. | Spieler            | Mannschaft            | Tore |
| --- | ------------------ | --------------------- | ---- |
| 01. | Tim Väyrynen       | FC Honka Espoo        | 17   |
| 02. | Rafael             | FC Lahti              | 16   |
| 03. | Mikael Forssell    | HJK Helsinki          | 14   |
| 04. | Pekka Sihvola      | Myllykosken Pallo -47 | 12   |
| 04. | Ilja Venäläinen    | Kuopion PS            | 12   |
| 06. | Demba Savage       | HJK Helsinki          | 11   |
| 06. | Erfan Zeneli       | HJK Helsinki          | 11   |
| 08. | Oluwatomiwo Ameobi | Vaasan PS             | 09   |
| 08. | Kris Bright        | IFK Mariehamn         | 09   |
| 08. | Jonas Emet         | FF Jaro               | 09   |
| 08. | Irakli Sirbiladze  | Inter Turku           | 09   |